# La Guerre du feu
Pour les articles homonymes, voir La Guerre du feu (homonymie).
 (juillet 2022).
La Guerre du feu est un roman de Joseph-Henri Rosny aîné et paru pour la première fois en France en 1909, prépublié partiellement dans le magazine Je sais tout (no 54 à 57) entre le 15 juillet et le 15 octobre 1909. Ce roman est le premier d'une trilogie « des âges farouches », et sera suivi de deux autres romans Le Félin géant (1918), puis Helgvor du Fleuve Bleu (1929).
Cette trilogie appartient à un cycle plus large de « romans préhistoriques » des frères Rosny, qui ont été repris dans une intégrale de la collection Bouquins chez Robert Laffont. Cette trilogie a été précédée de deux romans : Vamireh (1891) et Eyrimah (1893), et le cycle comprend cinq longues nouvelles préhistoriques, notamment Les Xipéhuz (1887).
La Guerre du feu a remporté un grand succès dès sa parution et jamais démenti depuis ; il a d'ailleurs suscité de nombreuses adaptations qui ont elles-mêmes rencontré le succès.

## Publication
Comme l'explique Fabrice Mundzik : « Lorsque La Grande revue publie “La Vie chez les mammouths”, le 10 décembre 1910, son contenu est inédit : il n’était pas inclus dans la prépublication partielle de La Guerre du Feu parue l'année précédente. Un an auparavant, le 15 décembre 1909, J.-H. Rosny aîné avait déjà fait paraître un autre épisode inédit dans la revue Akademos : “Le Lion géant et la tigresse”. Ce texte s’intercale entre les chapitres “La hache tombe sur les longues vertèbres” et “Les dévoreurs d’hommes” de la prépublication. Ces deux aventures seront intégrées à La Guerre du Feu lors de la publication de la version augmentée chez Fasquelle en 1911 ».

## Personnages
Vaincue, la tribu des Oulhamrs perd le feu au début du roman. Ne sachant le recréer, elle est contrainte d'envoyer quelques-uns de ses membres le reconquérir.
- Faouhm : chef de la tribu, qui promet sa nièce Gammla et le commandement de la tribu au guerrier qui rapportera le feu.
- Naoh : guerrier surnommé fils du Léopard, qui réussira à rapporter le feu à la tribu avec l'aide de ses deux compagnons, Nam et Gaw.
- Nam : guerrier surnommé fils du Peuplier, compagnon de Naoh.
- Gaw : guerrier surnommé fils du Saïga, compagnon de Naoh.
- Aghoo le velu : guerrier surnommé fils de l’Aurochs, rival de Naoh dans la conquête du feu et prétendant à Gammla, vaincu avec ses deux frères (dont Roukh aux-Bras-Rouges), par Naoh, Nam et Gaw.
- Gammla : nièce du chef Faouhm, que celui-ci promet à celui qui ramènera le feu aux Oulhamrs, et qui devient donc la compagne de Naoh à la fin du roman.

## Résumé

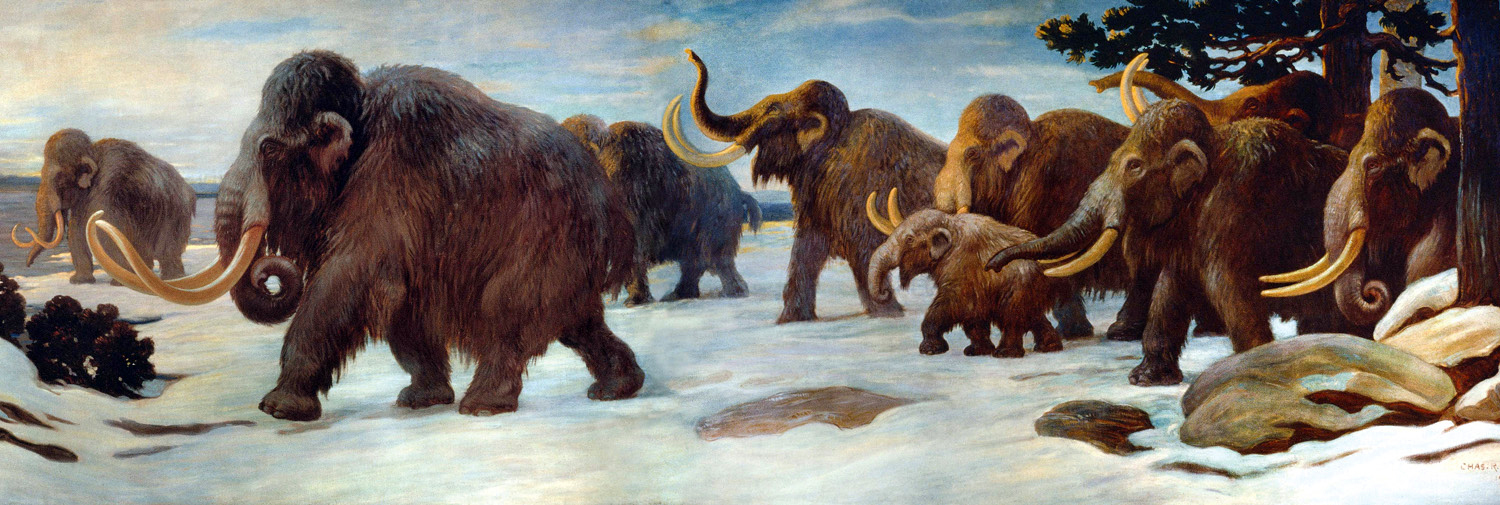
Mammouths laineux, peinture de Charles R. Knight, 1916.

L’auteur situe son roman au cœur de la Préhistoire, soit environ cent mille ans dans le passé.
Depuis des générations, la vie de la tribu des Oulhamrs s'est organisée autour du feu. Mais s'ils savent conserver les braises et attiser les flammes, ils sont en revanche incapables d'allumer le feu, qu’ils conservent précieusement dans trois cages gardées jour et nuit par quatre femmes et deux guerriers.
Or un jour, au cours d'un affrontement sauvage avec une tribu ennemie, les cages où brûlait le Feu, source de vie, sont détruites. C'est la catastrophe. Vaincu, le clan fuit derrière son chef Faouhm, en proie au froid et à la nuit. En désespoir de cause, celui-ci promet alors sa nièce Gammla ainsi que le bâton du commandement au guerrier qui rapportera le feu à la tribu.
Un volontaire se présente immédiatement : Naoh, fils du Léopard, le plus grand et le plus agile des Oulhamrs qui depuis longtemps épiait et convoitait Gammla. Il choisit pour compagnons Nam et Gaw, deux jeunes guerriers légers et rapides, plutôt que deux autres guerriers plus robustes.
Puis, par ambition et goût du combat, Aghoo le velu, une brute velue qui vit à l’écart avec ses deux frères et quelques femmes terrorisées - défie Naoh en promettant qu’il sera celui qui conquerra la flamme.
Le lendemain, chaque groupe part de son côté affronter les multiples dangers du monde hostile qui les entoure… Au cours de leur quête, Naoh, Nam et Gaw, devront échapper aux mammouths et aux aurochs, au Lion géant et à la Tigresse, aux Dévoreurs d'Hommes, aux Nains-Rouges et à l’Ours géant qu'ils croiseront en chemin. Après un ultime combat contre Aghoo le velu et ses frères, ils rapportent finalement le feu au peuple Oulhamr.

## Réception, vraisemblance et véracité scientifique

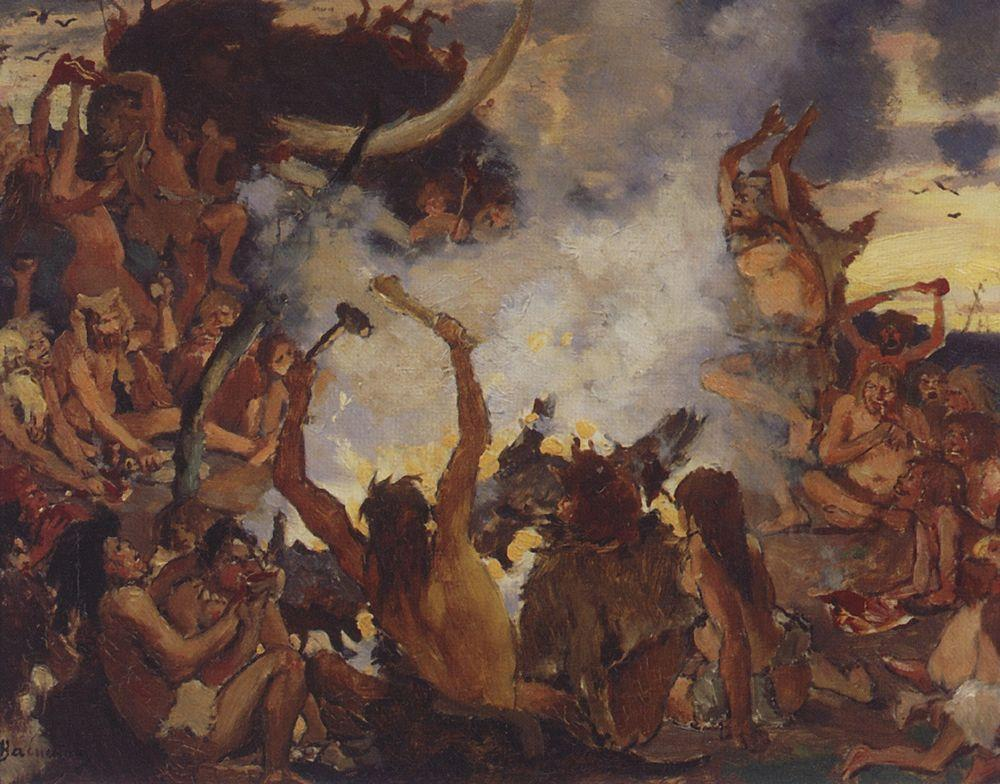
Fête à l'Âge de pierre, peinture de Viktor Vasnetsov (détail), 1883.

La Guerre du Feu est le roman le plus connu et le plus traduit de J.-H. Rosny aîné. Il occulte la majeure partie de son œuvre qui comprend pourtant plus d'une centaine d'ouvrages : « Le corpus littéraire rosnyien ressemble à une forêt, une de ces « forêts des vieux âges » souvent louées par J.-H. Rosny aîné, qui serait cachée derrière cet arbre gigantesque qu’est La Guerre du Feu. »
Cette œuvre est remarquable par son scénario et est relativement bien documentée. Elle a suscité des adaptations cinématographiques. Elle a inspiré nombre de vocations d'archéologues et de paléontologues, comme le film éponyme qui en a été tiré en 1981. Toutefois, les découvertes archéologiques effectuées de 1980 à 2010 ont permis de mieux comprendre les modes de vie des hommes préhistoriques au temps du roman soit entre 100 000 et 80 000 ans avant le présent. Et comme le fait observer l’archéologue Jean-Paul Demoule dans son livre, On a retrouvé l’histoire de France, « il faudrait réécrire Rosny » pour évoquer « ces bandes de chasseurs-cueilleurs remontées depuis les rivages méditerranéens [...] Les Homo erectus ne sont pas ces hommes-singes monstrueux, fruits de nos terreurs enfantines, qui déferlent à coups de massue sur la paisible grotte des Oulhamrs au début du roman de J.-H. Rosny... ».
On pourrait ajouter que la rencontre, en Europe, entre Homo erectus et Homo sapiens, sans être absolument impossible, est tout de même très peu probable, à la différence des rencontres attestées entre Homo sapiens (l'Homme moderne) et l'Homme de Néandertal (Homo neanderthalensis). En tout cas, à l'époque où le romancier situe l'action (100 000 ans maximum AP), jamais les erectus n'auraient pu rencontrer les neandertalensis et les sapiens en Europe, puisque cette espèce était éteinte, pour autant qu'il s'agisse bien de ces trois espèces humaines dans le roman, lesquelles n'étaient pas encore bien caractérisées à l’époque où écrit J.-H. Rosny aîné. [Voir chacun des articles consacrés à ces différentes espèces humaines].
On sait aujourd'hui que les comportements décrits dans le roman et les films ne sont pas un reflet précis de la réalité préhistorique — tout au moins telle que la science la conçoit de nos jours (années 2020) — et il convient donc de ne pas confondre ces fictions avec des documentaires ou de leur prêter une réelle valeur scientifique.
Pour autant, si l'on se réfère au contexte scientifique de l'époque de l'écriture du roman (1909), on peut dire que, même si J.-H. Rosny aîné « avait renoncé pour La Guerre du feu aux précautions de la vulgarisation scientifique de ses livres précédents pour plonger le lecteur dans un monde préhistorique imaginaire, bien que basé sur des faits », il avait néanmoins voulu « proposer une vulgarisation populaire des recherches en paléoanthropologie de son temps », en accord avec les données et interprétations de son temps, « une époque où la préhistoire comme discipline commençait [tout juste] à acquérir les méthodes (notamment l’étude des fossiles et traces dans leurs strates géologiques) qui lui ont permis d’être [plus tard] reconnue comme une science ». Mais à une véritable vulgarisation scientifique (qui eût été à sa portée car il en était bien informé) Rosny aîné a préféré à l'évidence proposer seulement « un conte ou un mythe dans un cadre préhistorique » vraisemblable pour son temps, et une fiction populaire promise au succès, au moyen notamment d'une prépublication en épisodes dans le mensuel Je sais tout, un magazine lui-même situé à mi-chemin entre l'encyclopédie illustrée destinée à la famille (donc aussi aux enfants), l'actualité et la vulgarisation scientifiques, ainsi que la publication de fictions inspirées par la science. Et c'est là que Rosny aîné a rencontré son public.
De même l'adaptation cinématographique de La Guerre du feu proposée par Jean-Jacques Annaud en 1981, par ses différences avec le roman original, montre aussi l'évolution de la paléoanthropologie entre le début et la fin du XXe siècle, même si, au-delà de « ses qualités techniques et narratives », le film est toujours une fiction, reposant consciemment sur des anachronismes, comme le roman, et non un documentaire scientifique. En effet, l'ambition de Jean-Jacques Annaud « était certes de raconter l’histoire de Rosny aîné sous la forme d’une "aventure à la manière d’un documentaire" selon l’expression de son scénariste Gérard Brach, en puisant dans leur passion commune pour la Préhistoire (une passion de famille pour Annaud) ».
Mais en créant cette illusion d'une fiction à la manière d'un documentaire et non un documentaire proprement dit, Annaud joue avec la limite et brouille un peu les frontières entre genres, mais il n'est pas dupe lui-même de ce jeu puisqu'il est conscient de ce que, lorsqu'il entreprend d’adapter de nouveau le roman de Rosny aîné, le concept d’une guerre du feu est déjà rejeté par la communauté scientifique, selon laquelle « cette guerre n’avait jamais eu lieu puisque l’homme avait toujours eu la maîtrise du feu ». En effet l'usage du feu par les espèces humaines remonterait à plus d'un million d'années, son utilisation contrôlée dans des foyers à 790 000 ans, le plus ancien allume-feu connu date pour sa part de 400 000 ans AP. La guerre du feu n'a donc pas pu avoir lieu il y a 80 000 ans comme la situent à la fois le roman et le film, puisque les espèces humaines le maîtrisaient toutes depuis longtemps à cette époque.
C'est donc volontairement et malgré cet anachronisme (avéré et connu de lui au moment du projet de film) qu'Annaud a choisi de raconter quand même l'histoire rêvée par Rosny aîné. La raison en est justement la force narrative, symbolique et identificatoire du mythe construit par Rosny aîné qui permet pour Jean-Jacques Annaud sa lecture multiple, y compris philosophique, et explique pourquoi il a tenu à reprendre l’histoire du roman, quand bien même les paléoanthropologues l’en dissuadaient du fait du peu de véracité historique de son argument central d'une guerre entre espèces humaines pour la maîtrise du feu : 

« La Guerre du Feu avait un immense mérite, celui de proposer un thème simple et universel à un moment charnière de l’histoire de l’humanité : cette histoire simple d’un héros à qui l’on confie le destin de sa tribu, en lui demandant de ramener le feu que l’on ne sait pas faire, est une mission clairement identifiable, un drame humain auquel on peut se référer et qui propose une structure dramatique tout à fait exemplaire. Un des objectifs qu’on recherche quand on écrit un film est de permettre l’identification à une difficulté : on aime partager le drame de quelqu’un ; or là, la responsabilité du personnage de Naoh est qu’il se voit confier cette chose inouïe de devoir ramener impérativement le feu sinon ce groupe humain auquel il appartient risque de disparaître. C’est un thème fort et avec une thématique plus puissante que dans tout autre roman consacré à la Préhistoire ; en plus, le feu représente, pour certains, une des grandes conquêtes de l’humanité et il y avait là un bel exemple que l’on pouvait rattacher au thème du voyage initiatique, l’un des thèmes préféré dans mes films où très souvent on voit un personnage voyager pour se transformer et pour apprendre. »

— Jean-Jacques Annaud, cité par Pascal Semonsut, La préhistoire sur grand écran
Malgré cet anachronisme fondateur du mythe et donc assumé, l’ambition du projet de film tiré du roman est vaste : « résumer quarante mille ans de l’évolution de l’homme, montrer l’âge de pierre, montrer le combat contre l’animalité, le temps des découvertes, des interrogations, l’émergence des sentiments ». Mais en tout cas la ligne directrice dans la conception du film est de sortir des stéréotypes hollywoodiens et de l'invraisemblance dans la représentation cinématographique d'une préhistoire en "carton-pâte" (de Victor Mature dans Tumak, fils de la jungle en 1940, à Raquel Welch en bikini dans Un million d'années avant J.C. — soit bien avant la naissance d'Homo sapiens dont Raquel Welch est une bien jolie représentante... — en 1966) : il s'agit avant tout pour Annaud de "faire vrai".
Raison pour laquelle il tourne en décors naturels, avec un minimum d'effets spéciaux, demandant à Desmond Morris et Anthony Burgess leur aide pour élaborer la gestuelle et le langage de ses néandertaliens, et rassemblant seul une « monstrueuse documentation » toujours dans cette recherche de vraisemblance.
Mais il travaille avec très peu d’aide de la communauté scientifique qui selon lui « jugeait ce projet irréalisable et inepte [à cause du caractère erroné de ce concept même de guerre du feu]. D’une manière générale, les scientifiques, parce qu’ils sont jaloux de leur savoir et estiment que toute vulgarisation est vulgaire, refusèrent de m’aider en quoi que ce soit ». Pour les paléoanthropologues contemporains, la vraisemblance sans véracité, admettant certains anachronismes inhérents à l'argument central du récit, n'était pas une notion validable. Pourtant, selon Pascal Semonsut (docteur en histoire) « il est indéniable que La guerre du feu (de 1981) est le premier film — et le seul avec Ao, le dernier Néandertal [film de Jacques Malaterre sorti en 2010] — de toute l’histoire de la Préhistoire au cinéma à rechercher autant la vraisemblance. [...] Annaud se montre en cela le digne héritier de Rosny, romancier certes, mais également grand lecteur des préhistoriens de son temps ».
[Voir aussi dans l'article consacré au film de Jean-Jacques Annaud la section « Réalité scientifique »].

## Adaptations

### Cinéma

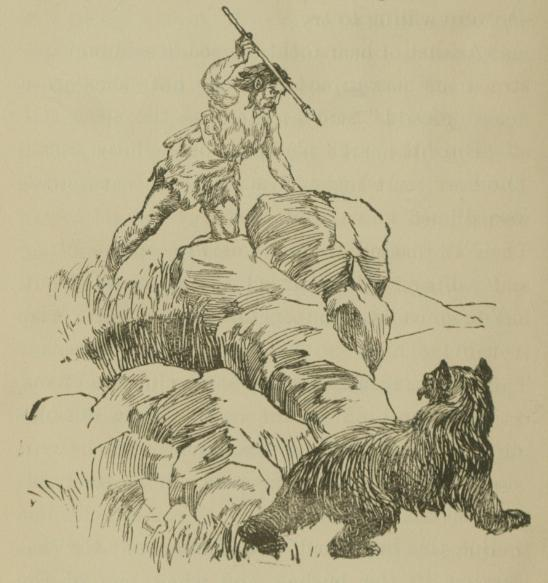
Homme des cavernes attaquant un ours brun. Illustration extraite d'un livre pédagogique et fictionnel pour la jeunesse (date non connue, mais avant 1923, soit peu après le roman de Rosny aîné et comme lui à mi-chemin entre vulgarisation scientifique et fiction).

Une première adaptation cinématographique a été réalisée en 1915, six ans après la première publication de ce roman, par l'acteur et réalisateur Georges Denola, sous le même titre que le roman.
Un second film, La Guerre du feu, réalisé par Jean-Jacques Annaud, est sorti sur les écrans en 1981.

### Bande dessinée
Ce récit des âges farouches a été adapté en B.D. à plusieurs reprises par :
- Fred Funcken, dans L'Explorateur (1948) ;
- René Pellos, dans Zorro - Nouvelle formule (1950). Repris publié en album aux Éditions Glénat ;
- Martine Berthelemy, dans le Journal de Mickey (1953) ;
- Raymonde Borel-Rosny (scénario) / Rafael Carlo Marcello (dessins), dans Pif Gadget (1982). Repris en album aux Éditions G. P. ;
- André Houot, dans Je bouquine (1993) ;

De 2012 à 2014, Emmanuel Roudier et Simon Champelovier ont publié une nouvelle adaptation en 3 tomes :
- La Guerre du Feu, Tome 1 : Dans la nuit des âges, Delcourt, 2012.
- La Guerre du Feu, Tome 2 : Sur les rives du grand fleuve, Delcourt, 2013.
- La Guerre du Feu, Tome 3 : Par le Pays des eaux, Delcourt, 2014.

## Éditions
Fabrice Mundzik a répertorié plus d'une centaine d'éditions francophones de La Guerre du Feu sur son site consacré aux frères J.-H. Rosny. La plupart ne sont plus disponibles. Les dernières éditions parues sont :
- in Romans préhistoriques, Robert Laffont, 1985.
- Actes Sud, coll. Babel, 1994.
- Nathan, coll. Bibliothèque des grands classiques, 2002.
- Le Livre de Poche Jeunesse, 2008.
- Infolio, coll. Microméga, 2011.
- Lire c'est partir, 2011.
- Gallimard, coll. Folio, 2011.
- in La Guerre des règnes de J.-H. Rosny aîné, inclus La Guerre du Feu, présenté par Serge Lehman, Bragelonne, 2012.
- Rouge et Or, 2012.
- Gallimard, coll. Folioplus, 2013.
- in Les Conquérants du feu et autres récits primitifs [La Légende des Millénaires, 1 - Origines], Les Moutons électriques, 2014.
- SAMSA Éditions, Bruxelles, 2020  (ISBN 978-2-87593-258-7).

## Livre audio
- J.-H. Rosny aîné, La Guerre du feu : roman des âges farouches, Paris, SonoBooK, 1er mars 2011 (ISBN 978-2-35329-035-2, BNF 42409690, présentation en ligne)Narrateurs : Victor Vestia, Philippe Le Dem et Hugues Sauvay ; support: 1 disque compact audio MP3 ; durée : 6 h 57 min environ.